# Zygolophodon tapiroides
Zygolophodon tapiroides fou una espècie de mastodont que visqué a Europa i l'Àsia central durant el Miocè i el Pliocè. Aparegué fa uns 12 milions d'anys i s'extingí fa uns 3 milions d'anys amb l'arribada dels primers elefants actuals. Se n'han trobat nombrosos fòssils a Eslovènia, Grècia, el Kazakhstan, Moldàvia, el Regne Unit, Rússia, Sèrbia i Ucraïna.